# Fontana Bussi

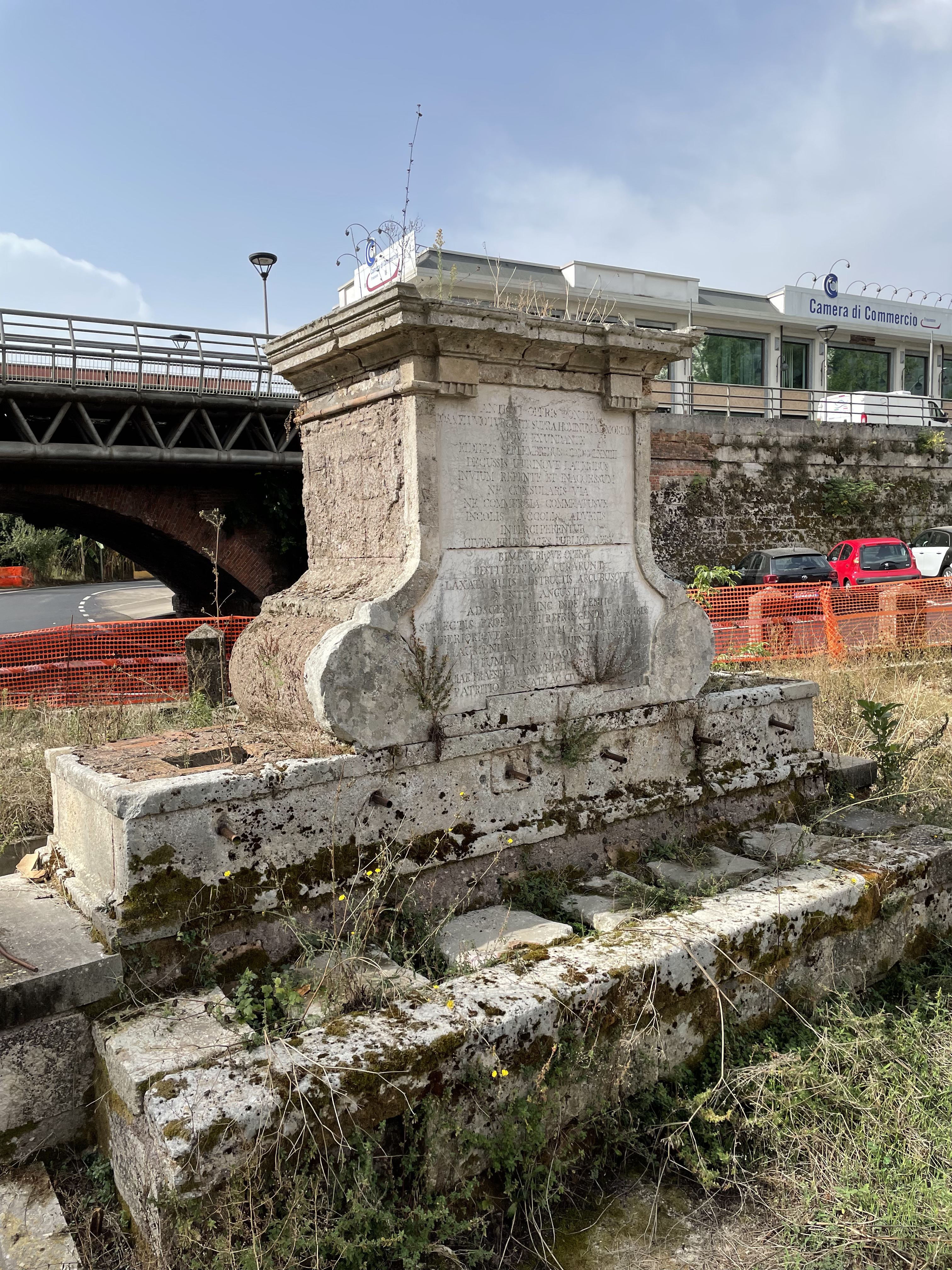
Fontana Bussi

La Fontana Bussi è una fontana storica della città di Frosinone. Si trova su Via Ponte la Fontana nella zona De Matthaeis, all'inizio della parte bassa della città. Le sue forme attuali risalgono al 1774, ma la presenza di un fontanile nell'area è attestata già dal II sec a.C.

## Storia
Secondo vari studiosi, la fontana ha origini molto remote, tanto da essere ritenuta tra le costruzioni più antiche della città, anche se dell'opera originaria non è rimasto nulla e la fontana attuale, nota come Fontana Bussi, dal nome del governatore di Campagna e Marittima dell'epoca Giovanni Battista Bussi de Pretis, è un'opera del 1774.
La Via Latina passante per l'antica Frusino richiedeva punti di riposo e ristoro per i traffici continui, come dimostrano i reperti romani trovati nella zona attigua alla fontana, per cui una fonte presente sin dall'età antica deve essere sicuramente cosa certa, in una zona come De Matthaeis che è sempre stata un punto nevralgico, sia per la presenza di falde acquifere superficiali, che hanno favorito lo sviluppo dei primi insediamenti arcaici, sia perché del resto era un punto di confluenza obbligato fra le antiche vie carovaniere.
Altra prova dell'esistenza di un'antica fontana è testimoniata dal ritrovamento di un cippo lapideo che riporta un'iscrizione parziale, composta su tre righe, rinvenuto durante alcuni lavori di scavo nel 1989. Il cippo, alto più di un metro, era sprofondato nel terreno, conservandosi così per secoli nella sua posizione originaria, e probabilmente la parte superiore sporgeva dal terreno anche prima degli scavi, come attestato da molte vecchie foto. 

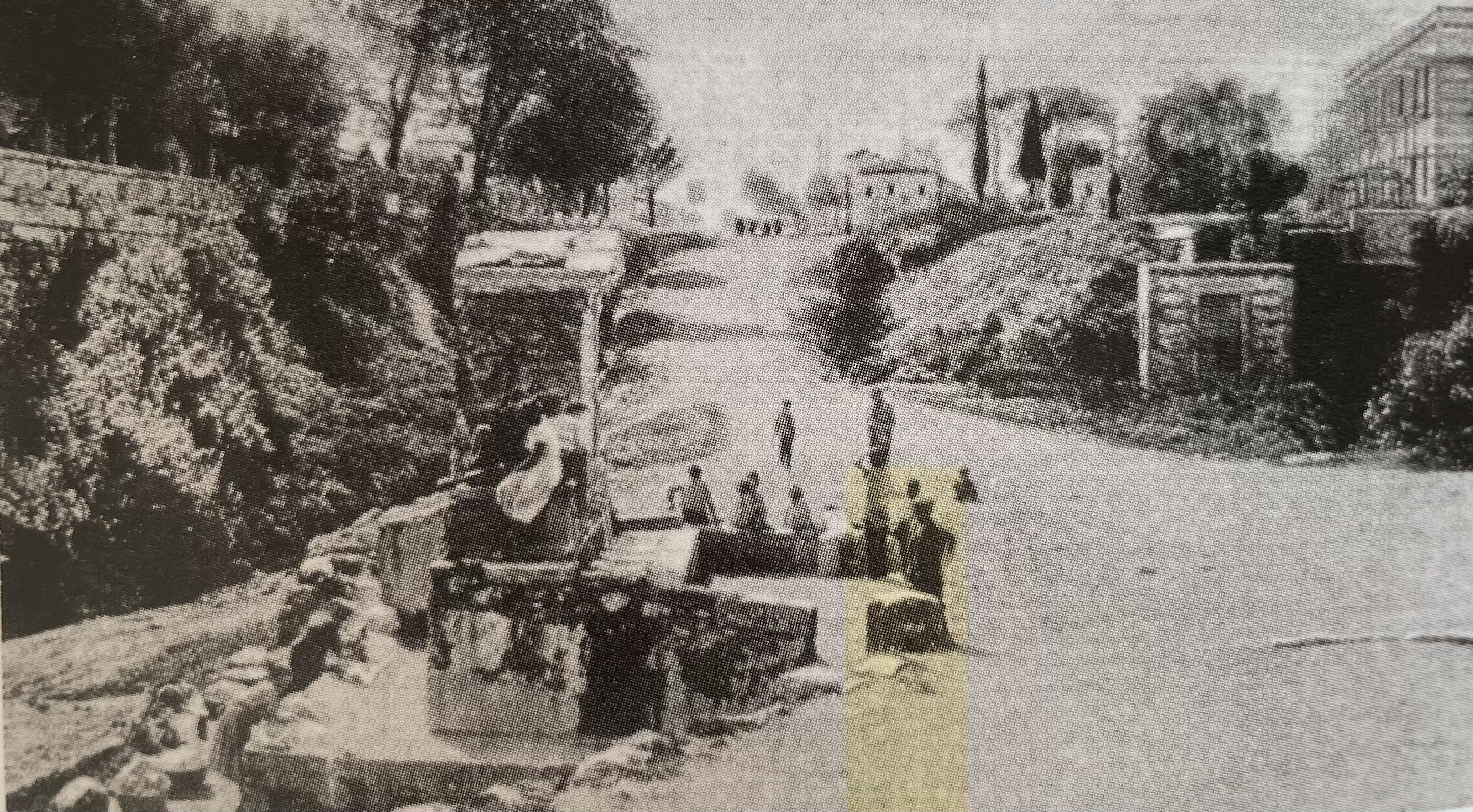
Fontana bussi a inizio '900, con il cippo evidenziato

La Via Latina sicuramente superava il fiume Cosa proprio in corrispondenza del punto dove si trovava il cippo, dove oggi è presente il ponte costruito nel 1665, che conserva impianto e parte dei materiali del vecchio ponte romano, restaurato nello stesso anno della fontana.
L'incisione presente sulla vecchia pietra si svolge su tre righe, delle quali la prima e la terza risultano volutamente cancellate a colpi di scalpello e solo alcuni frammenti sono rimasti leggibili:
«…VS»
«…IMPERATOR»
«...MA ...EIS»
L'interpretazione dei frammenti porterebbe a: "... DIVUS..." "...IMPERATOR" "DE MANVBIEIS"
L'espressione de manubieis tende ad indicare la costruzione di opere pubbliche grazie ai proventi accumulati come bottino di guerra, donate in questo caso, da un personaggio titolato come imperator. La datazione cronologica del cippo fa ritenere che il personaggio ivi indicato sarebbe Gaio Mario, nativo della vicina Cereatae (Casamari), imperator nel 104 e nel 101 a.C. L'opera di pubblica utilità indicata sul cippo sarebbe la Via Latina, a cui sicuramente sarebbe stata inclusa la costruzione del fontanile e del ponte per attraversare il fiume. È stata avanzata l'ipotesi che la scritta sull'antica pietra potrebbe essere stata cancellata volutamente dai cittadini frusinati perché in contrasto con il dominio romano nel corso di alcuni momenti storici o per un atto di damnatio memoriae.

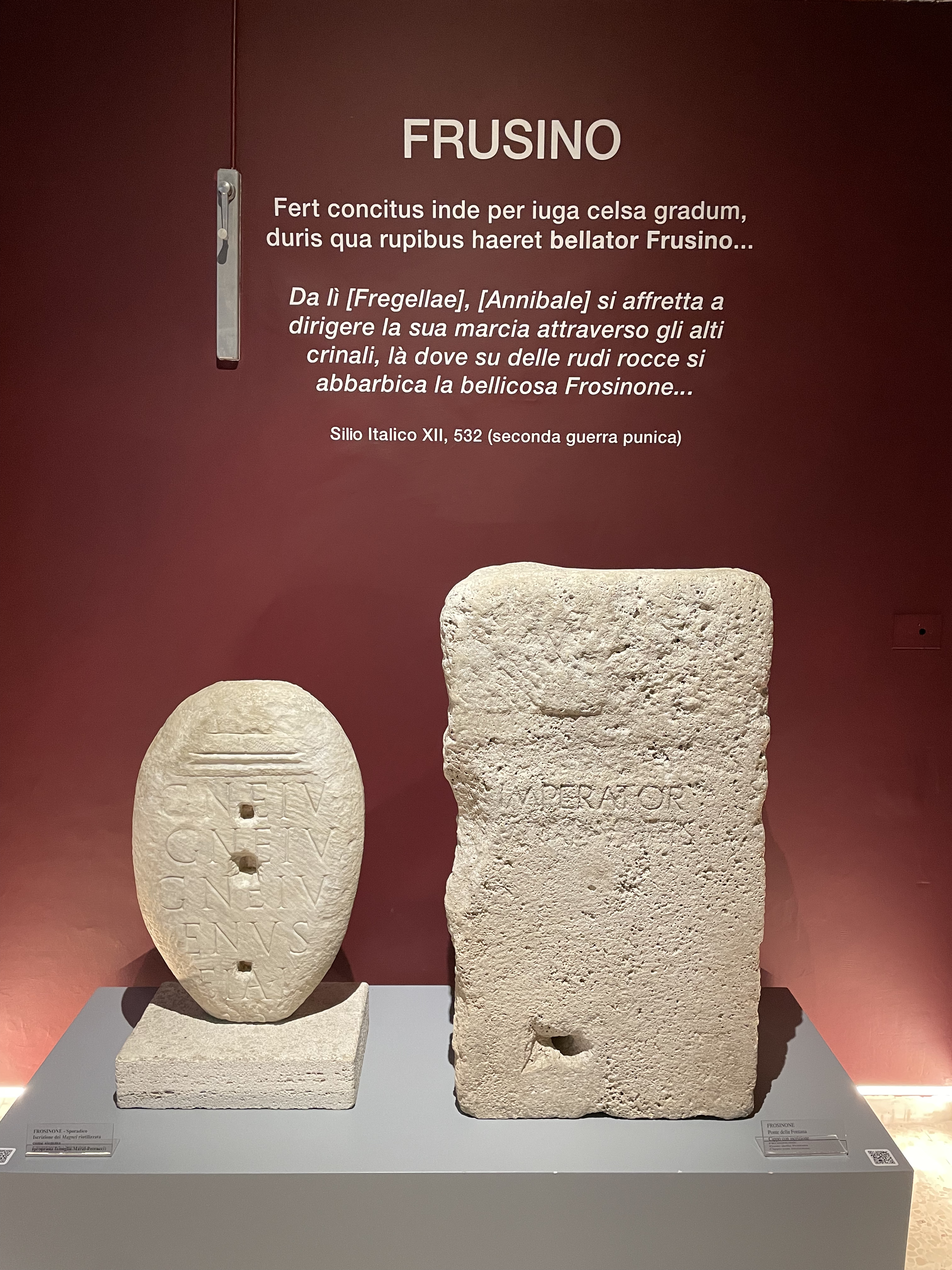
Il cippo romano trovato alla base della fontana, conservato nel Museo Archeologico cittadino

Il 13 settembre del 1773 a causa di un'altra piena improvvisa del Cosa, dovuta evidentemente a forti temporali, vennero travolti i piloni del ponte costruito nel 1665 e si provvide perciò alla ricostruzione di un nuovo ponte e della fontana che ancora oggi si vedono, fontana che deve il proprio nome non all’artista che la progettò, bensì a quello del governatore dell'epoca, Giovanni Battista Bussi de Pretis.
La memoria di questi eventi è rimasta scolpita nella lastra di marmo presente tutt'oggi sulla parte superiore della fontana:
ANTIQUI OPERIS PONTEM
COSA FLUVIO TURGENTE SUPRA HOMINUM MEMORIAM
ATQUE EXUNDATE
EIDIBUS SEPTEMBRIBUS CDDCCLXXIIII
DECUSSIS UTRINQUE LATERIBUS
INVIUM REPENTE ET INACCESSUM
NE CONSULARIS VIA
NE COMMERCIA COMMEATUSVE
INCOLIS ACCOLIS ADVENIS
INTERCIPERENTUR
CIVES FRUSINATES PUBLICO AERE
BIMESTRIQVE OPERA
RESTITUENDUM CURARUNT
LAXATA PILIS ADSTRUCTIS ARCUBUSQVE
PONTIS ANGUSTIA
ADSCENSU HINC INDE LENITO
SUBIECTIS PROFLVENTI REFRINGENDAE MOLIBUS
UBERIORIQVE SUB ADITUM PONTE ADORNATO
HAURIENDAE AQVAE ELUENDIS LINEIS
IUMENTIS ADAQVANDIS
PROVINCIAE PRAESIDE: IOANNE BAPTISTA BUSSI DE PRAETIS
PATRITIO URBINATE AC CIVE FRUSINATE
traduzione: I cittadini di Frosinone fecero restaurare a pubbliche spese e con un lavoro di due mesi, il ponte di antica fattura, reso all'improvviso impraticabile e inaccessibile, poiché il fiume Cosa in piena straripò a memoria d'uomo il 13 settembre 1774. Furono abbattuti i lati da entrambe le parti, affinché non fossero bloccati né la Via Consolare, né i traffici o i trasporti per gli abitanti, per quelli limitrofi e per forestieri; fu allargata la stretta carreggiata del ponte con la costruzione di pilastri e di archi, dopo averne addolcita la pendenza di qua e di là e aver costruito delle barriere con lo scopo di infrangere l'acqua corrente; nei pressi dell'accesso fu abbellito un ricco fontanile per attingere l'acqua, per lavare i panni e per abbeverare il bestiame, (tutti questi lavori furono eseguiti) mentre era Governatore della Provincia il Patrizio Urbinate e cittadino di Frosinone, Giovanni Battista Bussi De Pretis.

## Descrizione
La fontana a base rettangolare che vediamo oggi decorata con una linea curvilinea tipica del tardo barocco, risalente alla ricostruzione del 1774, ricalca lo stile tipico dei fontanili romani: in tali monumenti l’acqua scorreva sempre da bocche che fuoriuscivano da una parete marmorea. Si presenta con una parte inferiore, in cui vi sono sei tubi da cui uscivano i getti dell’acqua, riversandosi nelle vaschette, ed una parte superiore che reca l'iscrizione in marmo degli eventi che portarono alla sua ricostruzione nel 1774. La struttura presenta una forma di edicola, con alla base due corpi cilindrici, e fino all'ultimo restauro del 1989 era sormontata da un frontone triangolare.